# Éleu-dit-Leauwette
Éleu-dit-Leauwette település Franciaországban, Pas-de-Calais megyében. Lakosainak száma 2815 fő (2022. január 1.). Éleu-dit-Leauwette Avion, Lens és Liévin községekkel határos.

## Népesség
A település népességének változása:
| Lakosok száma | 2865 | 2985 | 2989 | 2920 | 2880 | 2840 | 2844 | 2829 | 2815 |
|               | 2013 | 2015 | 2016 | 2017 | 2018 | 2019 | 2020 | 2021 | 2022 |